# Miłosz Trojak
Miłosz Trojak (Wałbrzych, 1994. május 5. –) lengyel labdarúgó, a Korona Kielce középpályása.

## Pályafutása
Trojak a lengyelországi Wałbrzych városában született. Az ifjúsági pályafutását a helyi Górnik Wałbrzych csapatában kezdte, majd a Ruch Chorzów akadémiájánál folytatta.
2015-ben mutatkozott be a Ruch Chorzów első osztályban szereplő felnőtt keretében. 2018-ban a Stomil Olsztyn, majd 2019-ben az Odra Opole szerződtette. 2022. július 1-jén kétéves szerződést kötött a Korona Kielce együttesével. Először a 2022. július 16-ai, Legia Warszawa ellen 1–1-es döntetlennel zárult mérkőzésen lépett pályára. Első gólját 2022. október 9-én, a Zagłębie Lubin ellen idegenben szintén 1–1-es döntetlennel végződő találkozón szerezte meg.

## Statisztikák
2022. október 22. szerint
| Klub           | Szezon   | Osztály     | Bajnokság | Bajnokság | Kupa és Ligakupa | Kupa és Ligakupa | Nemzetközi | Nemzetközi | Összesen | Összesen |
| Klub           | Szezon   | Osztály     | Meccs     | Gól       | Meccs            | Gól              | Meccs      | Gól        | Meccs    | Gól      |
| -------------- | -------- | ----------- | --------- | --------- | ---------------- | ---------------- | ---------- | ---------- | -------- | -------- |
| Ruch Chorzów   | 2016–17  | Ekstraklasa | 12        | 0         | 0                | 0                | —          | —          | 12       | 0        |
| Ruch Chorzów   | 2017–18  | I Liga      | 27        | 0         | 0                | 0                | —          | —          | 27       | 0        |
| Ruch Chorzów   | Összesen | Összesen    | 39        | 0         | 0                | 0                | 0          | 0          | 39       | 0        |
| Stomil Olsztyn | 2018–19  | I Liga      | 19        | 1         | 1                | 0                | —          | —          | 20       | 1        |
| Odra Opole     | 2018–19  | I Liga      | 12        | 0         | 1                | 0                | —          | —          | 13       | 0        |
| Odra Opole     | 2019–20  | I Liga      | 24        | 2         | 2                | 1                | —          | —          | 26       | 3        |
| Odra Opole     | 2020–21  | I Liga      | 30        | 0         | 0                | 0                | —          | —          | 30       | 0        |
| Odra Opole     | 2021–22  | I Liga      | 32        | 1         | 1                | 0                | —          | —          | 33       | 1        |
| Odra Opole     | Összesen | Összesen    | 98        | 3         | 4                | 1                | 0          | 0          | 102      | 4        |
| Korona Kielce  | 2022–23  | Ekstraklasa | 14        | 1         | 2                | 0                | —          | —          | 16       | 1        |
| Összesen       | Összesen | Összesen    | 170       | 5         | 7                | 1                | 0          | 0          | 177      | 6        |